# Подібка Назар Васильович
Наза́р Васи́льович Поді́бка (14 квітня 2000, с. Нове Село, Львівська область, Україна — 8 серпня 2023, с. Іванівське, Донецька область, Україна) — солдат, військовослужбовець Збройних сил України, учасник російсько-української війни. Кавалер ордена «За мужність» III ступеня (2023).

## Життєпис
Назар Подібка народився у селі Нове Село Львівської області. Навчався у місцевій школі, а також у школі сусіднього села Березець. Пізніше здобув професію інженера в одному з львівських коледжів. Працював будівельником за кордоном.
З початком повномасштабного російського вторгнення в Україну долучився до територіальної оборони Комарнівської громади. У грудні 2022 року приєднався до ЗСУ. Служив навідником у 24-му окремому штурмовому батальйоні «Айдар» 5-ї окремої штурмової бригади. 19 травня 2023 року зазнав осколкових поранень, внаслідок яких оглух на ліве вухо. Відзначений медаллю «Ветеран війни», грамотами — за сумлінну службу.
Після лікування пройшов навчальний курс для марксменів і повернувся на передову, ставши командиром штурмової групи.
Загинув у бою 8 серпня 2023 року неподалік Іванівського на Донеччині. У нього залишилися батьки та четверо рідних братів.
Похований у рідному селі Нове Село.

## Нагороди
- орден «За мужність» III ступеня (28 вересня 2023, посмертно) — за особисту мужність, виявлену у захисті державного суверенітету та територіальної цілісності України, самовіддане виконання військового обов'язку[5]

## Вшанування пам'яті
- Портрет Назара висить на стіні у приміщенні його рідної школи — Новосільського навчально-виховного комплексу І—ІІ ступенів. Автор портрета — місцевий художник Богдан Грабовенський.
- Портрет Назара (автор — художник Євген Грабар з міста Комарно) також є в одній з експозицій краєзнавчого музею у приміщенні Комарнівської Малої академії мистецтв.

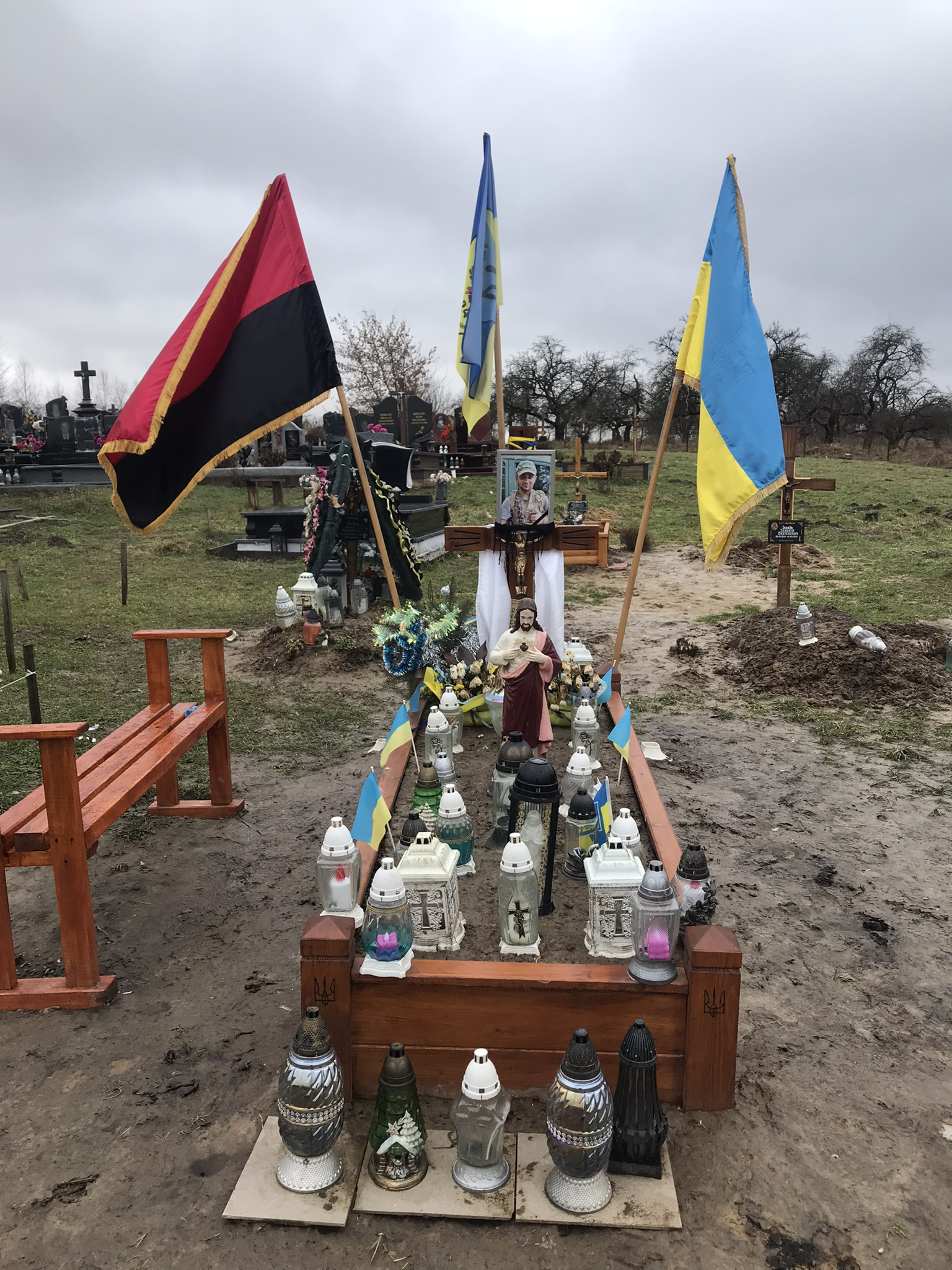
Могила Назара Подібки у с. Нове Село
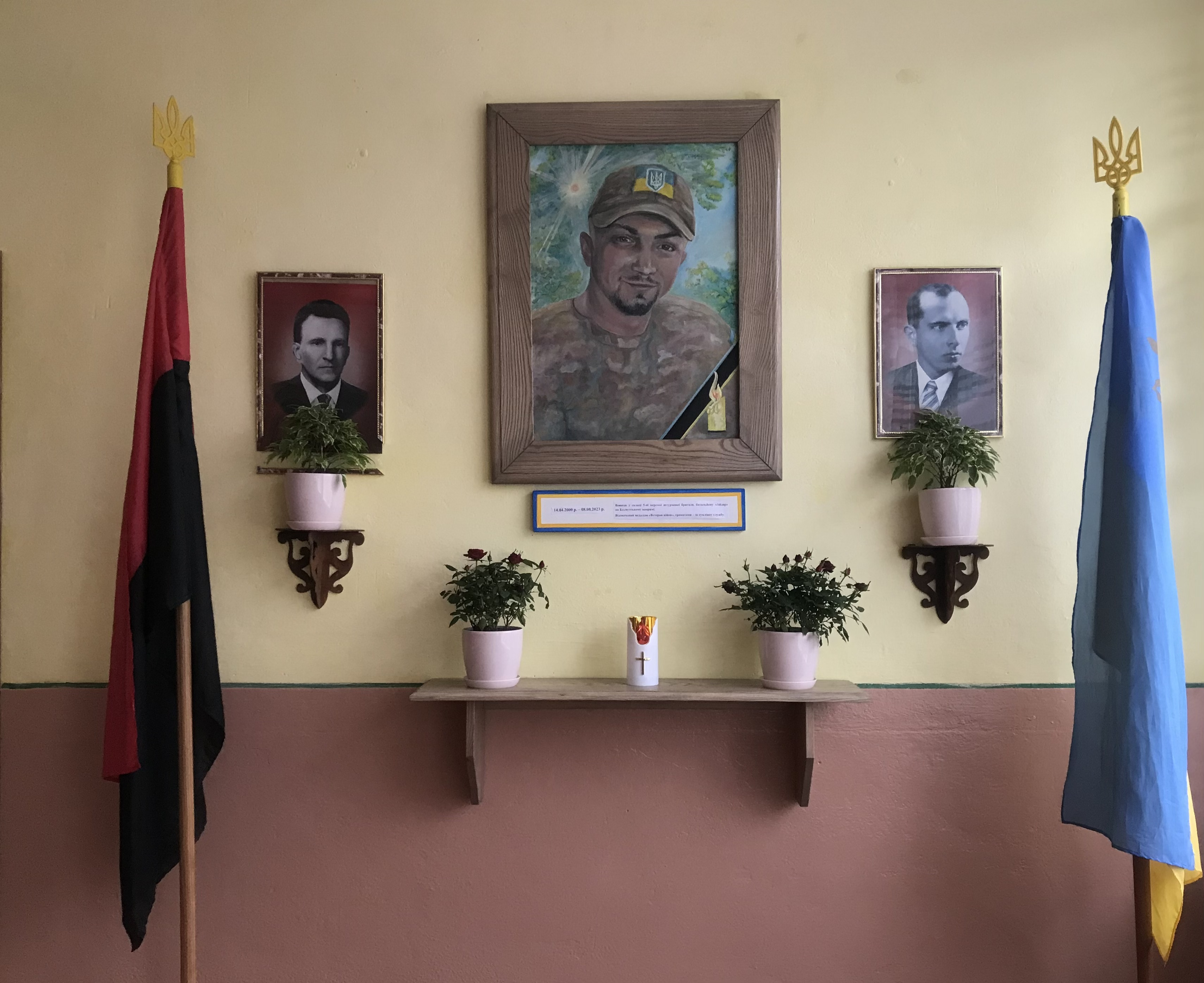
Портрет Назара у його рідній школі с. Нове Село
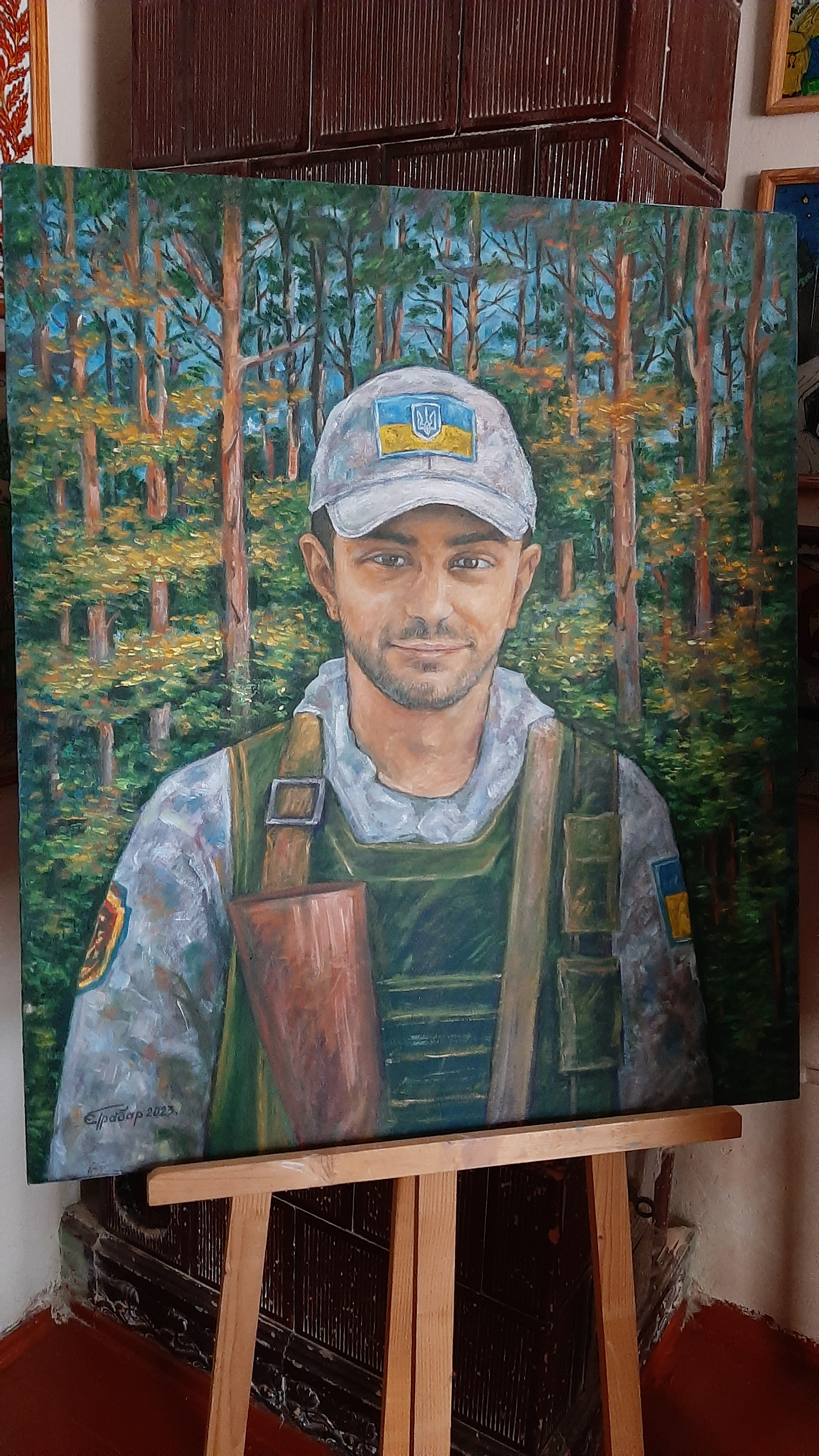
Портрет Назара у краєзнавчому музеї в м. Комарно